# Barevná teplota
Barevná teplota (též teplota chromatičnosti) je fyzikální veličina používaná jako charakteristika světla se spektrem podobným tepelným zářičům (tedy blízkým spektru dokonale černého tělesa, včetně běžného bílého světla). Světlo určité barevné teploty má barvu tepelného záření vydávané černým tělesem, zahřátým na tuto teplotu.

## Definice, značení a jednotky, aplikovatelnost
Barevná teplota daného zářiče je termodynamická teplota černého tělesa, při které by vysílalo světlo, které vzbuzuje v normálním lidském oku stejný barevný vjem jako daný zářič.
- Obvyklé značení: Θcolor, Θchrom, Θc, případně Tcolor, Tchrom, Tc
- Jednotka v SI: kelvin, značka K[1]

Jak ukazuje obrázek, je tato veličina vhodná pro chrakterizaci pouze takového záření, které vykazuje stejný barevný vjem jako složené tepelné záření (sálání) dokonale černého tělesa, tedy se spektrem daným Planckovým rozdělovacím zákonem, jevícím se ve výsledku jako červené, žluté, bílé či modré (nelze např. použít pro zelené či fialové světlo – tepelné záření s maximem o vlnové délce zeleného světla se díky složení se zářením okolních vlnových délek jeví jako bílé, u maxima fialové barvy jsou složky kratších vlnových délek (ultrafialové) neviditelné a modrý výsledek je tak dán složením fialového se zářením vyšších vlnových délek, tedy modrou a zelenou složkou). Podobné spektrum mají mnohá tělesa s příslušnou teplotou, u kterých je čárová složka spektra pohlcena nebo rozptýlena (např. záření rozžhavených kovů a hornin, hustého plazmatu, tedy i hvězd – proto neexistují zelené hvězdy). Je tedy vhodná i pro „klasické“ světelné zdroje (kromě Slunce např. svíčka a žárovka), nikoli pro zdroje s výraznějším uplatněním čárového spektra (chemicky zbarvený plamen, elektroluminiscenční diody jiných barev a výbojky, pokud není jejich záření vhodně upraveno luminofory apod.)
Pro tyto účely je definována jiná podobná veličina, vhodná i pro charakterizaci monochromatického světla, tzv.
- Černá (též jasová) teplota Θblack daného zářiče při určité vlnové délce {\displaystyle \lambda \,\!} je termodynamická teplota černého tělesa, při které by byl jeho jas (při stejné vlnové délce) stejný, jako spektrální jas daného zářiče.[1] Platí:

{\displaystyle {\frac {1}{\Theta }}-{\frac {1}{\Theta _{\mathrm {black} }}}={\frac {\lambda k}{hc}}\,\ln \alpha _{\lambda }\,}, kde {\displaystyle \alpha _{\lambda }\,} je relativní spektrální pohltivost světla u povrchu zářiče.

## Praxe
Barevná teplota se měří v kelvinech a udává se v nich i v běžné praxi (na rozdíl od běžné teploty se nepoužívá Celsiova stupnice).

### Příklady barevných teplot různých světelných zdrojů
- 600 K: červená dioda
- 800 K: „solární“ teplomet
- 1200 K: žhavé uhlíky
- 1900 K: svíčka
- 2300 K: ztlumená žárovka
- 2700 K: žárovka, Slunce při východu a západu
- 3000 K: studiové osvětlení
- 3400 K: halogenová žárovka
- 4200 K: zářivka
- 5000 K: obvyklé denní světlo
- 5500 K: fotografické blesky, výbojky; toto je obvyklá barevná teplota používaná v profesionální fotografii
- 5780 K: povrchová teplota Slunce (kvůli Zemské atmosféře vnímáme ovšem barvu jako žlutou)
- 6000 K: jasné polední světlo
- 6500 K: standardizované denní světlo
- 7000 K: lehce zamračená obloha
- 8000 K: oblačno, mlhavo (mraky zabarvují světlo do modra), světlo blesků při bouřce
- 10 000 K: silně zamračená obloha nebo jen modré nebe bez Slunce
- 12 000 K: modrá obloha v zenitu, světlo svářecího elektrického oblouku
- 14 000 K: světlo UV trubic v soláriu
- 20 000 K: světlo sterilizační UV-C lampy

### Barva světla zářivkových trubic
- 3 000 K - teple bílá (nejvíce využívaná barva osvětlení v domácnostech)
- 3000 K až 3300 K - světlo působí jako jasné, slabě nažloutlé, napodobující teplé žárovkové světlo
- do 3300 K - světlo označováno také jako teple bílé
- 3 800 K až 4000 K - chladně bílá (osvětlení výrobních prostor, skladů, kanceláří apod.)
- 5 400 K a více - označováno jako denní světlo
- 8 000 K - namodrale zbarvené světlo

Čím vyšší číslo uvedené na trubici, tím je světlo modřejší. Čím nižší číslo, tím je žlutější.

### Teplota chromatičnosti a lidský zrak

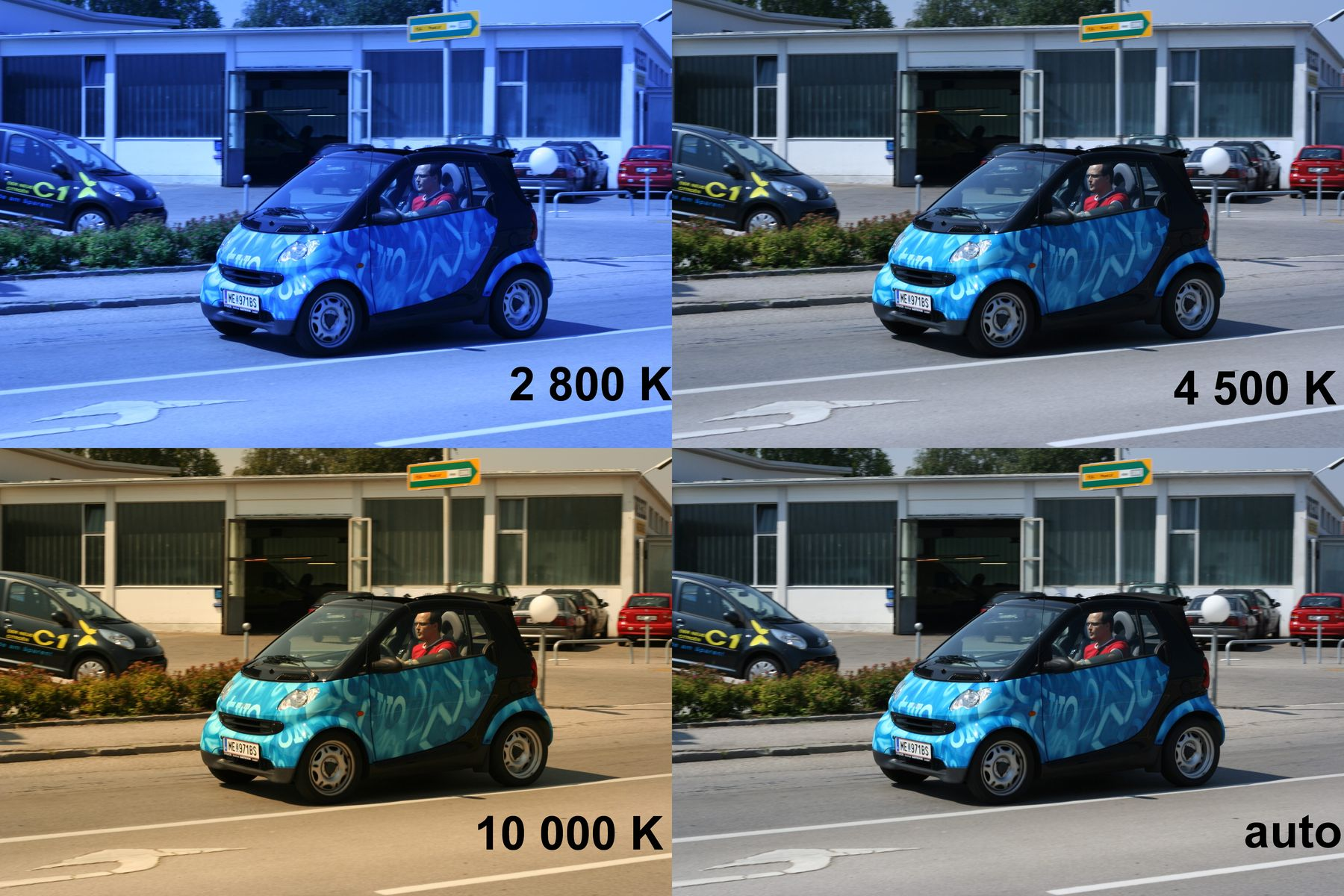
Fotografie v různých teplotách chromatičnosti

Zrak člověka má schopnost barevnou teplotu subjektivně přizpůsobovat světelným podmínkám – bílý papír vnímá jako bílý, i když je vlivem osvětlení zabarvený. Fotoaparáty a kamery se naproti tomu musí na barevnou teplotu nastavovat – vyvažovat. Lidské oko dokáže takto adaptovat i obraz silně ovlivněný barevným světlem – v lidském mozku existuje oblast, jakási paměť pro barvy, která si pamatuje, jakou barvu by rámcově měly mít věci, s kterými daný jedinec přichází do styku (obloha, vegetace, lidská pokožka, …).

### Teplota chromatičnosti a fotografie
Moderní digitální fotoaparáty jsou též zpravidla schopny vyvážení bílé odhadnout automaticky, ale v některých situacích je výhodné prostředí napevno nastavit – často se tak dá předejít například oranžovému zabarvení snímků pořízených v žárovkovém osvětlení nebo naopak modrému nádechu u fotek při zatažené obloze.
Filmový materiál je naproti tomu většinou kalibrován na denní světlo, a barevné tónování se upravuje buď speciálními filtry našroubovanými na objektivu (popř. na zasunuté do systému Cokin), gelovými filtry vkládanými na svítidla a nebo dodatečně při vyvolávání v laboratoři.

### Teplota chromatičnosti u LED diod
LED diody jsou dnes standardně vyráběny v různých barevných provedeních. Barva je u nich ovlivněna druhem polovodiče a fotonech, které se z nich uvolňují. Modré světlo je uvolňováno při vysoké energii, červené uvolňováním nízké energie. LED diody jsou vždy monochromatické s dominantní vlnovou délkou. Bíla barva se u LED diod dosahuje mísením barev nebo fotoluminiscencí. Proto je možné LED diody vyrábět s různou barevnou teplotou.

## Zajímavosti
Teplota na povrchu Slunce činí asi 5800 K, proto ho lidé (pod atmosférou) vnímají jako žluté, na orbitě jako bílé (i když maximum jeho vyzařování je v zelené části viditelného spektra, jak plyne z Wienova posunovacího zákona).
Slunce je viděno ze Země jako červené jen při svém východu a západu, tedy když je nízko nad obzorem a sluneční světlo na Zemi dorazí až poté, co vykonalo dlouhou (delší) cestu nižšími a hustšími vrstvami atmosféry. Molekuly vzduchu více rozptylují kratší vlnové délky světla (modré světlo), takže to se k pozorovateli dostane už zčervenalé. Právě díky rozptýlenému (nepřímému) světlu se obloha jeví jako modrá. Obsahuje-li ovšem atmosféra velké množství vodních par, dojde k absorpci i vlnových délek odpovídajících modré barvě a dešťové mraky se pak na obloze jeví, jako že mají šedou až černou barvu.